# RWM
RWM — радіопозивний короткохвильових передавачів еталонного часу «Москва». Сигнал, узгоджений з еталоном Всеросійського науково-дослідницького інституту фізико-технічних і радіотехнічних вимірювань, передається радіостанцією з Московської області (Талдом) потужністю 5 кВт на частоті 4996 кГц і по 8 кВт на частотах 9996 и 14996 кГц .
Цикл передачі — 30 хвилин. Від 00 до 08 хвилини передається немодульоване несівне коливання, на 09 хвилині — позивний кодом Морзе (.—..—— ——),на 10—19 хвилинах — щосекундні імпульси, причому початок хвилини відмічається подовженим імпульсом, на 01-18 секундах подвоєні імпульси позначають різницю UT1 - UTC в десятих долях секунди (DUT) у міжнародному коді (тобто кожен подвоєний імпульс на 01—09 секундах означає +0,1 с, на 10—18 секундах -0,1 с), на 21—25 секундах додатню або на 31—35 секундах від’ємну поправку dUT (кожен подвоєний імпульс означає різницю 0,02 с, UT1 - UTC = DUT + dUT), на 56—59 секундах кожної п’ятої хвилини імпульси пропускаються. На 20—29 хвилинах передається 10 імпульсів на секунду, початок хвилини позначається подовженим імпульсом, а останні 5 секунд кожної п’ятої хвилини — мовчанням.